# Through the Wormhole
Through the Wormhole with Morgan Freeman es el título en inglés de una serie documental estadounidense de ciencia narrada por el actor estadounidense Morgan Freeman, titulada Grandes Misterios del Universo con Morgan Freeman en algunos lugares de América y Secretos del Universo con Morgan Freeman en España.
Comenzó a emitirse en Science Channel en los Estados Unidos el 9 de junio de 2010 y en el canal Discovery MAX en España.

## Desarrollo
Science Channel había destacado lo que VP of Production Bernadette McDaid llama "estrellas del rock de la ciencia", como Michio Kaku y  Brian Cox "Queríamos fusionar nuestras" estrellas del rock de la Ciencia "y combinarlas con las superestrellas de la cultura pop." Cuando Deborah Myers, gerente general de Science Channel, se enteró de que Morgan Freeman estaba muy interesado en las cosas relacionadas con el universo y el espacio y "se planteaba las grandes preguntas filosóficas", se acercó a Freeman y su productor, y le propuso hacer una serie juntos.
En febrero de 2011 Sean Carroll confirmó en su página de Twitter que había comenzado a filmar la Temporada 2 de Through the Wormhole. El 17 de mayo de 2011 Discovery confirmó que la segunda temporada se estrenaría en Science Channel el 8 de junio de 2011.
El 3 de enero de 2012, Sean Carroll publicó una foto en su página de Twitter, mencionando que fue tomada durante la grabación de la temporada 3. La Temporada 3 se estrenó el martes 6 de marzo de 2012. Science Channel más tarde publicó una lista de los episodios que componen el resto de la temporada.
La temporada 4 de Through the Wormhole se estrenó en el verano de 2013.
La temporada 5 fue emitida en marzo de 2014.
La temporada 6 fue emitida en 2015.
La temporada 7 fue emitida en 2016.
La temporada 8 fue emitida en 2017.

## Temporadas y Episodios
| Temporada | Temporada | Episodios | Estreno de temporada en EEUUA |
| --------- | --------- | --------- | ----------------------------- |
|           | 1         | 8         | 9 de junio de 2010            |
|           | 2         | 10        | 8 de junio de 2011            |
|           | 3         | 10        | 6 de marzo de 2012            |
|           | 4         | 10        | 20 de marzo de 2013           |
|           | 5         | 10        | 5 de marzo de 2014            |
|           | 6         | 6         | 29 de abril de 2015           |
|           | 7         | 4         | 31 de agosto de 2016          |
|           | 8         | 4         | 25 de abril de 2017           |

### Temporada 1
| N.º | Ep. | Título en español                       | Título en inglés                    | Estreno en EEUUA    |
| --- | --- | --------------------------------------- | ----------------------------------- | ------------------- |
| 1   | 1   | ¿Hay un creador?                        | Is There a Creator?                 | 9 de junio de 2010  |
| 2   | 2   | El misterio de los agujeros negros      | The Riddle of Black Holes           | 16 de junio de 2010 |
| 3   | 3   | ¿Es posible viajar a través del tiempo? | Is Time Travel Possible?            | 23 de junio de 2010 |
| 4   | 4   | ¿Qué ocurrió antes del principio?       | What Happened Before the Beginning? | 30 de junio de 2010 |
| 5   | 5   | ¿Cómo se creó la vida?                  | How Did We Get Here?                | 7 de julio de 2010  |
| 6   | 6   | ¿Estamos solos?                         | Are We Alone?                       | 14 de julio de 2010 |
| 7   | 7   | ¿De qué estamos hechos?                 | What Are We Really Made Of?         | 21 de julio de 2010 |
| 8   | 8   | Tras la oscuridad                       | Beyond the Darkness                 | 28 de julio de 2010 |

### Temporada 2
| N.º | Ep. | Título en español                      | Título en inglés                      | Estreno en EEUUA     |
| --- | --- | -------------------------------------- | ------------------------------------- | -------------------- |
| 9   | 1   | ¿Hay vida tras la muerte?              | Is There Life After Death?            | 8 de junio de 2011   |
| 10  | 2   | ¿Tiene límite el universo?             | Is There An Edge To The Universe?     | 15 de junio de 2011  |
| 11  | 3   | ¿Existe realmente el tiempo?           | Does Time Exist?                      | 22 de junio de 2011  |
| 12  | 4   | ¿Hay más de tres dimensiones?          | Are There More Than Three Dimensions? | 29 de junio de 2011  |
| 13  | 5   | ¿Existe el sexto sentido?              | Is There a Sixth Sense?               | 6 de julio de 2011   |
| 14  | 6   | Universos paralelos                    | Are There Parallel Universes?         | 13 de julio de 2011  |
| 15  | 7   | ¿Cómo funciona el universo?            | How Does the Universe Work?           | 20 de julio de 2011  |
| 16  | 8   | ¿Podemos viajar más rápido que la luz? | Can We Travel Faster Than Light?      | 27 de julio de 2011  |
| 17  | 9   | ¿Podemos vivir para siempre?           | Can We Live Forever?                  | 3 de agosto de 2011  |
| 18  | 10  | ¿Cómo son los alienígenas?             | What Do Aliens Look Like?             | 10 de agosto de 2011 |

### Temporada 3
| Nº\| | Ep. | Título en español                   | Título en inglés               | Estreno en EEUUA    |
| ---- | --- | ----------------------------------- | ------------------------------ | ------------------- |
| 19   | 1   | ¿Sobreviviremos al primer contacto? | Will We Survive First Contact? | 6 de marzo de 2012  |
| 20   | 2   | ¿Existe una raza superior?          | Is There A Superior Race?      | 6 de junio de 2012  |
| 21   | 3   | ¿El universo está vivo?             | Is The Universe Alive?         | 13 de junio de 2012 |
| 22   | 4   | ¿Qué nos hace ser como somos?       | What Makes Us Who We Are?      | 20 de junio de 2012 |
| 23   | 5   | ¿Qué es la nada?                    | What Is Nothing?               | 27 de junio de 2012 |
| 24   | 6   | ¿Podemos resucitar a los muertos?   | Can We Resurrect The Dead?     | 11 de julio de 2012 |
| 25   | 7   | ¿Podemos eliminar el mal?           | Can We Eliminate Evil?         | 18 de julio de 2012 |
| 26   | 8   | Los misterios del subconsciente     | Mysteries of the Subconscious  | 25 de julio de 2012 |
| 27   | 9   | ¿Se acabará la eternidad?           | Will Eternity End?             | 1 de agosto de 2012 |
| 28   | 10  | ¿Nos hemos inventado a Dios?        | Did We Invent God?             | 8 de agosto de 2012 |

### Temporada 4
| N.º | Ep. | Título en español                          | Título en inglés                          | Estreno en EEUUA    |
| --- | --- | ------------------------------------------ | ----------------------------------------- | ------------------- |
| 29  | 1   | ¿Existe la partícula de dios?              | Is there a God particle?                  | 20 de marzo de 2013 |
| 30  | 2   | ¿Dónde empieza la vida?                    | When does life begin?                     | 5 de junio de 2013  |
| 31  | 3   | ¿Podríamos sobrevivir a la muerte del sol? | Can We Survive the Death of the Sun?      | 12 de junio de 2013 |
| 32  | 4   | ¿Cómo piensan los extraterrestres?         | How do aliens think?                      | 19 de junio de 2013 |
| 33  | 5   | ¿Se extinguirá el sexo?                    | Will sex become extinct?                  | 26 de junio de 2013 |
| 34  | 6   | ¿Es posible hackear nuestras mentes?       | Can our minds be hacked?                  | 3 de julio de 2013  |
| 35  | 7   | ¿Son los robots el futuro de la evolución? | Are robots the future of human evolution? | 10 de julio de 2013 |
| 36  | 8   | ¿Qué es la realidad?                       | Is reality real?                          | 17 de julio de 2013 |
| 37  | 9   | ¿Tenemos libre albedrío?                   | Do we have free will?                     | 24 de julio de 2013 |
| 38  | 10  | ¿Creó Dios la evolución?                   | Did God create evolution?                 | 31 de julio de 2013 |

### Temporada 5
| N.º | Ep. | Título en español                   | Título en inglés                 | Estreno en EEUUA    |
| --- | --- | ----------------------------------- | -------------------------------- | ------------------- |
| 39  | 1   | ¿Dios es un concepto alienígena?    | Is God an alien concept?         | 5 de marzo de 2014  |
| 40  | 2   | ¿La suerte es real?                 | Is luck real?                    | 12 de marzo de 2014 |
| 41  | 3   | ¿La pobreza es genética?            | Is poverty genetic?              | 4 de junio de 2014  |
| 42  | 4   | ¿Cómo acabar con una superpotencia? | How to collapse a superpower?    | 11 de junio de 2014 |
| 43  | 5   | ¿Piensa el océano?                  | Does the ocean think?            | 18 de junio de 2014 |
| 44  | 6   | ¿Es posible un apocalipsis zombi?   | Is a zombie apocalypse possible? | 25 de junio de 2014 |
| 45  | 7   | ¿Es la gravedad una ilusión?        | Is gravity an illusion?          | 2 de julio de 2014  |
| 46  | 8   | ¿Cuándo empezó el tiempo?           | When did time begin?             | 9 de julio de 2014  |
| 47  | 9   | ¿Existe un universo en la sombra?   | Is there a shadow universe?      | 16 de julio de 2014 |
| 48  | 10  | ¿Llegaremos a ser Dios?             | Will we become god?              | 23 de julio de 2014 |

### Temporada 6
| N.º | Ep. | Título en español                         | Título en inglés            | Estreno en EEUUA    |
| --- | --- | ----------------------------------------- | --------------------------- | ------------------- |
| 49  | 1   | ¿Somos todos intolerantes?                | "Are We All Bigots?"        | 29 de abril de 2015 |
| 50  | 2   | ¿Puede el tiempo ir hacia atrás?          | "Can Time Go Backwards?"    | 6 de mayo de 2015   |
| 51  | 3   | ¿Cuál es la razón de nuestra existencia?  | "Are We Here for a Reason?" | 13 de mayo de 2015  |
| 52  | 4   | ¿Vivimos dentro de la Matriz?             | "Do We Live in the Matrix?" | 20 de mayo de 2015  |
| 53  | 5   | ¿Hay extraterrestres en nuestro interior? | "Are Aliens Inside Us?"     | 27 de mayo de 2015  |
| 54  | 6   | ¿Por qué mentimos?                        | "Why Do We Lie?"            | 3 de junio de 2015  |

### Temporada 7
| N.º | Ep. | Título en español                    | Título en inglés                 | Estreno en EEUUA         |
| --- | --- | ------------------------------------ | -------------------------------- | ------------------------ |
| 55  | 1   | ¿Qué es lo que hace a un terrorista? | "What Makes a Terrorist?"        | 31 de agosto de 2016     |
| 56  | 2   | ¿La privacidad está muerta?          | "Is Privacy Dead?"               | 7 de septiembre de 2016  |
| 57  | 3   | ¿Hay más de dos sexos?               | "Are There More Than Two Sexes?" | 14 de septiembre de 2016 |
| 58  | 4   | ¿Podemos todos llegar a ser genios?  | "Can we all become geniuses?"    | 21 de septiembre de 2016 |

### Temporada 8
| N.º | Ep. | Título en español                          | Título en inglés          | Estreno en EEUUA    |
| --- | --- | ------------------------------------------ | ------------------------- | ------------------- |
| 59  | 1   | ¿Está la fuerza con nosotros?              | "Is the Force With Us?"   | 25 de abril de 2017 |
| 60  | 2   | ¿Podemos engañar a la muerte?              | "Can We Cheat Death"      | 2 de mayo de 2017   |
| 61  | 3   | ¿Podemos hackear el planeta?               | "Can We Hack the Planet?" | 9 de mayo de 2017   |
| 62  | 4   | ¿Es el crimen con armas de fuego un Virus? | "Is Gun Crime a Virus??"  | 16 de mayo de 2017  |